# 仪容镜
仪容镜，又称仪表镜，是一种用于公共场所的大镜子，旨在供往来人正仪容。中国大陆这样的仪容镜多见于政府机关（即办公场所）和学校。
仪容镜一般座落于上班、上学必经过的宽广的大厅内，背向墙而面向门，方便进门的人照，约一人高，两米宽。如果空间较大，有时会排放多面仪容镜。

## 中国大陆
中国大陆政府机关和学校的仪容镜一般是合作单位和相关集体赠送的，新接受赠送的仪容镜放在旧镜旁边，每镜上都写年份，日子一久，会有很多仪容镜排成一排。毕业学生集体或校友会向母校赠送仪容镜已经是常见的礼节，带有使后辈正衣冠、正心术的意思。赠送的仪容镜一般有字，由上到下写在镜右侧或从左到右写在镜下侧。因为仪容镜多由赠送得到，所以不是装修的一部分，均为带脚的落地镜。